# Regole FIFA di idoneità nazionale
Le regole FIFA di idoneità nazionale servono a determinare se un calciatore possa essere o meno autorizzato a rappresentare una federazione.
Le condizioni di ammissibilità sono stabilite agli articoli 7 (Acquisizione di una nuova nazionalità) e 8 (Cambio di federazione) delle Regole attuative dello Statuto del 2014 della FIFA.
Già dal XX secolo la FIFA stabiliva che un giocatore potesse rappresentare qualsiasi federazione purché in possesso della cittadinanza del Paese cui la federazione ha giurisdizione.
Dal 2004, in conseguenza del sempre crescente numero di naturalizzazioni, spesso concesse soprattutto in Paesi africani e asiatici, che comportavano l'affiliazione presso le rispettive federazioni calcistiche di un rilevante numero di giocatori provenienti dal Sudamerica, fa fede in proposito un'interpretazione della norma sulla naturalizzazione fornita dal comitato di emergenza della FIFA riunito all'uopo, secondo cui senza un «chiaro collegamento» (clear connection nel testo originale) con il Paese la cui federazione si voglia rappresentare non può esservi idoneità del giocatore a essere affiliato a detta federazione.

## Storia
Prima dei criteri formulati dalla FIFA, per un calciatore era possibile militare in due Nazionali nell'arco della carriera. Per esempio, Alfredo Di Stéfano giocò sia per il suo paese natale, l'Argentina (1947), che per la Spagna (1957).
Ferenc Puskás, compagno di squadra di Di Stéfano ai tempi del Real Madrid, giocò anche per la Spagna dopo 85 presenze nella Nazionale ungherese. José Altafini giocò e vinse i Mondiali del 1958 con il Brasile, mentre nell'edizione successiva giocò per la Nazionale italiana.
Molti calciatori, quindi, hanno giocato per più di una Nazionale – esclusi casi derivanti da cambiamenti geopolitici – tra cui:
- Law Adam (Svizzera e Paesi Bassi)[8]
- Jock Aird (Scozia e Nuova Zelanda)[8]
- José Altafini (Brasile e Italia)
- Iuliu Bodola (Romania e Ungheria)[8]
- Renato Cesarini (Argentina e Italia)
- Atilio Demaría (Argentina e Italia)
- Joe Gaetjens (Stati Uniti d'America e Haiti)[8]
- Alcides Ghiggia (Uruguay e Italia)
- Enrique Guaita (Argentina e Italia)
- Anfilogino Guarisi (Brasile e Italia)
- Marius Hiller (Germania e Argentina)[8]
- László Kubala (Cecoslovacchia, Ungheria e Spagna)[5][8]
- Julio Libonatti (Argentina e Italia)
- Humberto Maschio (Argentina e Italia)
- Eulogio Martínez (Paraguay e Spagna)[8]
- Luis Monti (Argentina e Italia)
- Raimundo Orsi (Argentina e Italia)[5][8]
- Michel Platini (Francia e Kuwait, un'amichevole su invito dell'Emiro)[8][9][10]
- José Santamaría (Uruguay e Spagna)[8]
- Juan Alberto Schiaffino (Uruguay e Italia)
- Omar Sívori (Argentina e Italia)
- Alberto Spencer (Ecuador e Uruguay)[8]
- Ernest Wilimowski (Polonia e Germania)[8]

Esistono casi di calciatori che hanno giocato sia per una Nazionale non riconosciuta dalla FIFA che per una riconosciuta dalla federazione, come Carles Puyol e Cesc Fàbregas (Catalogna e Spagna), Jocelyn Angloma (Francia e Guadalupa) e Kristian Nushi (Albania e Kosovo).

## Cambiamenti moderni
Nel 2004 la FIFA ha apportato una serie di modifiche sostanziali alle norme che disciplinano le convocazioni in Nazionale. Queste sono più rigorose rispetto alle precedenti, e richiedono ulteriori requisiti che determinano quale paese un giocatore possa rappresentare a livello internazionale.
Nel gennaio 2004 è entrata in vigore una nuova regola che ha permesso ai calciatori di giocare per una selezione giovanile di una nazione e in seguito per la selezione maggiore di un'altra nazione, a condizione che questo avvenga prima del compimento del 21º anno d'età. Il primo giocatore a usufruirne fu Antar Yahia, che giocò per la Francia Under-18 prima di rappresentare la Nazionale algerina alle qualificazioni dei giochi olimpici del 2004. Esempi più recenti sono Sone Aluko, che ha giocato nelle giovanili dell'Inghilterra e per la selezione maggiore nigeriana, e Andrew Driver, ex giocatore della Nazionale Under-21 inglese che successivamente ha giocato per la Scozia.
Due mesi dopo, la FIFA mise di nuovo mano ai criteri per far fronte alla nuova tendenza di alcune Nazionali come Togo e Qatar, che volevano naturalizzare giocatori brasiliani senza che essi avessero degli effettivi legami con la loro nuova nazione. Una nuova regola approvata dalla commissione della FIFA specifica che il calciatore deve dimostrare un "chiaro collegamento" con qualsiasi paese voglia rappresentare a livello internazionale; quindi deve avere un genitore o un nonno nato in quel paese o deve risiederci per almeno due anni.

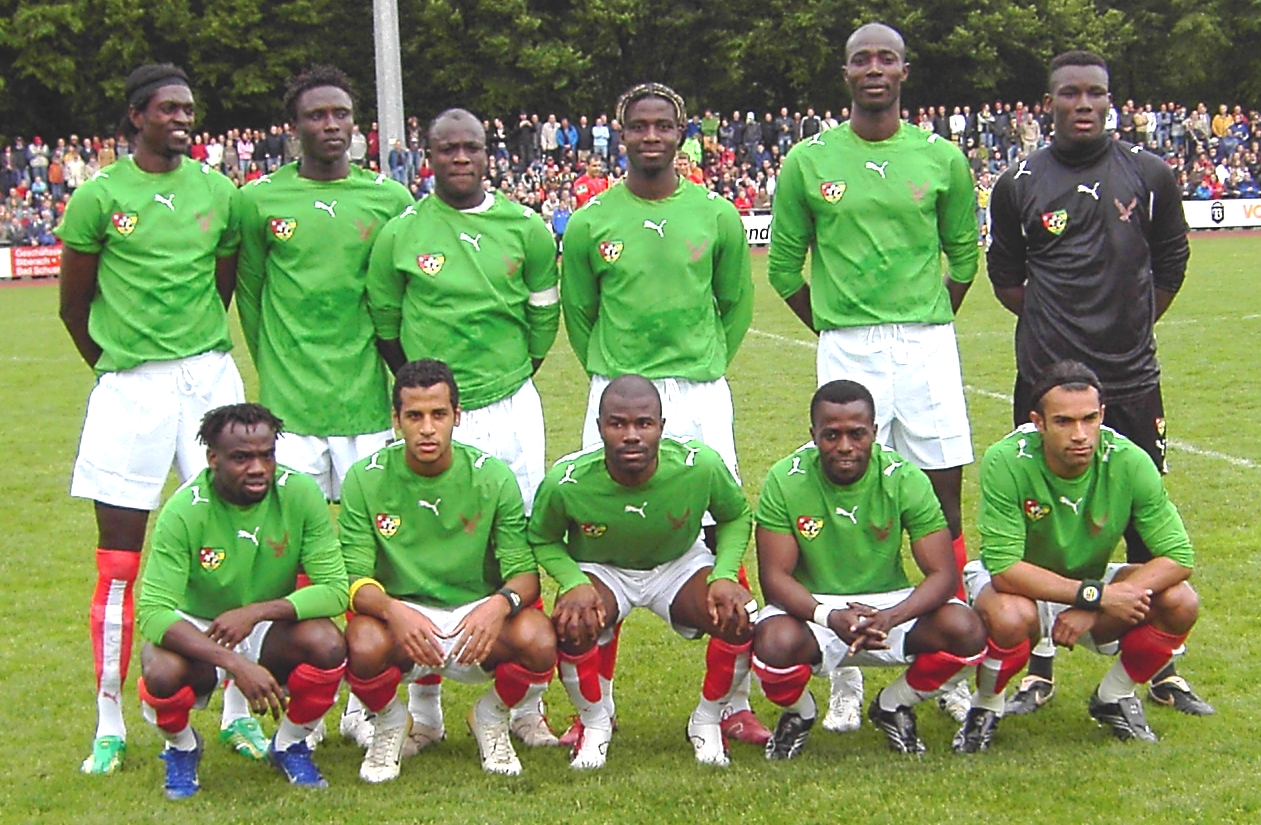
L'alto numero di brasiliani naturalizzati nella Nazionale togolese influenzò la FIFA nel modificare i criteri

Quest'ultimo parametro fu aumentato da 2 a 5 anni nel maggio 2008, come voluto dal congresso FIFA riunitosi nello stesso anno per «preservare l'integrità delle competizioni cui partecipano squadre nazionali».
L'attuale articolo 17 – Acquisizione di una nuova nazionalità – della FIFA afferma:
1. È nato nel territorio della federazione interessata
2. La madre biologica o il padre biologico sono nati nel territorio della federazione interessata
3. La nonna o il nonno sono nati nel territorio della federazione interessata
4. Ha vissuto ininterrottamente sul territorio della federazione interessata per almeno cinque anni dopo il raggiungimento della maggiore età.»

Un giocatore può essere convocato da più di una Nazionale: è il caso di Nikola Vujadinović, che può essere convocato da Serbia, Montenegro e Bulgaria. Non è raro che i dirigenti delle squadre nazionali invitino un giocatore a cambiare nazionalità FIFA. Nel giugno 2011 l'allenatore della Scozia Craig Levein confermò che i suoi colleghi avevano avviato un dialogo con la Nazionale Under-17 americana per convincere Jack McBean a militare nella Nazionale scozzese.
Nel giugno 2009 il congresso della FIFA ha approvato una mozione che ha rimosso il limite di età per un calciatore che ha giocato per una Nazionale giovanile che ha deciso poi di giocare per la selezione maggiore di un altro paese. Questa regola è riportata nell'articolo 18: Regolamento d'Applicazione dello Statuto FIFA.
Salvo cambiamenti geopolitici, se un giocatore ha totalizzato delle presenze con la Nazionale maggiore di un paese generalmente non è autorizzato a cambiare nazionale. Un'eccezione è Thiago Motta: nel 2011 infatti ha ricevuto un permesso speciale dalla FIFA per militare nella Nazionale italiana. Le amichevoli non vincolano un giocatore a una Nazionale; Jermaine Jones nel 2008 ha disputato varie amichevoli con la Germania, ma a partire dal 2010 ha incominciato a giocare per la Nazionale statunitense. Un altro esempio è il centrocampista belga Mehdi Carcela-González, che ha due presenze in amichevoli con il Belgio ma dal 2011 gioca per la Nazionale marocchina. Di questo tipo di valutazioni è responsabile un Comitato FIFA.
La FIFA può irrogare punizioni contro le Nazionali che utilizzano giocatori non convocabili. Nel mese di agosto 2011 la federazione con sede a Zurigo espulse dalle qualificazioni al campionato mondiale 2014 la Siria per aver convocato George Mourad in una partita contro il Tagikistan. Mourad aveva giocato alcune amichevoli con la Svezia ma non aveva richiesto alcun permesso alla FIFA per poter giocare nella Nazionale siriana.
Non ci sono restrizioni invece riguardo giocatori che desiderano passare da una nazionale giovanile a un'altra. Alexander Zahavi ha giocato per il Portogallo Under-17, Portogallo Under-18, Portogallo Under-19, gli Stati Uniti d'America Under-20 e l'Israele Under-21.